# Linda Henry
Linda Henry (* 24. August 1963 im Londoner Stadtteil Peckham) ist eine britische Schauspielerin.

## Leben und Karriere
Linda Henry spielte ab dem Alter von 16 Jahren im Jugendtheater des Old Vic, ein Jahr später begann sie ihr Schauspielstudium an der Webber Douglas Academy of Dramatic Art. Neben Theaterauftritten übernahm sie in den 1980er-Jahren erste kleinere Rollen im Fernsehen. Von 1991 bis 1992 spielte sie die Rolle der Prostituierten Lorraine Salter in der populären BBC-Seifenoper EastEnders. Auch anschließend spielte die blonde Darstellerin oft hartgesottene oder feurige Frauen, die aus einfachen oder problematischen Verhältnissen stammen.
Ihre erste größere Kinrolle übernahm Henry im Jahr 1996 als alleinerziehende Mutter im Coming-out-Film Beautiful Thing. Dieser Auftritt brachte ihr eine Nominierung für den Chlotrudis Award als Beste Hauptdarstellerin ein. Von 1999 bis 2003 spielte sie über fünf Staffeln bis zur Ermordung ihrer Figur die Gefängnisinsassin Yvonne Atkins in der ITV-Serie Bad Girls. Seit 2006 steht sie in wieder für EastEnders vor der Kamera: In bisher fast 1200 Folgen (Stand: August 2018) spielte sie die streitbare Barkeeperin Shirley Carter.
Henry ist seit Juli 1992 mit Stavros Valiris verheiratet, sie haben eine gemeinsame Tochter. Sie wurde angeklagt, eine Wächterin in London im September 2014 rassistisch beleidigt zu haben, erklärte sich für nicht schuldig und wurde 2015 freigesprochen.

## Filmografie (Auswahl)
- 1982: The Young Ones (Fernsehserie, 1 Folge)
- 1988: Für Königin und Vaterland (For Queen & Country)
- 1988–1990: Eurocops (Fernsehserie, 3 Folgen)
- 1991–1992: EastEnders (Seifenoper)
- 1993: Für alle Fälle Fitz (Crackers; Fernsehserie, 1 Folge)
- 1993/1995: The Bill (Fernsehserie, 2 Folgen)
- 1995: Heißer Verdacht – Der Duft des Todes (Prime Suspect: The Scent of Darkness; Fernsehfilm)
- 1996: Beautiful Thing
- 1998: Der Preis des Verbrechens (Trial & Retribution; Fernsehserie, 2 Folgen)
- 1999–2003: Bad Girls (Fernsehserie, 56 Folgen)
- 2005: The Business
- seit 2006: EastEnders (Seifenoper)